# Peperomia pubiramea
Peperomia pubiramea är en pepparväxtart som beskrevs av William Trelease. Peperomia pubiramea ingår i släktet peperomior, och familjen pepparväxter. Inga underarter finns listade i Catalogue of Life.